# Mimela pyriformis
Mimela pyriformis – gatunek chrząszcza z rodziny poświętnikowatych, podrodziny rutelowatych i plemienia Anomalini.

## Taksonomia
Gatunek ten został opisany w 1908 przez Gilberta Johna Arrowa.

## Opis
Ciało długości 23 mm i szerokości od 14 mm, umiarkowanie wydłużone i wypukłe, z tyłu bardzo szerokie, z wierzchu nieco połyskująco metalicznie zielone, od spodu, ma zewnętrznych krawędziach  nadustka, przedtułowia i pokryw, odnóżach i czułkach ceglaste z zielonkawozłotym połyskiem. Głowa duża z szeroko zaokrąglonym, gęsto pomarszczonym naduskiem i gęsto punktowanym ciemieniem. Przedplecze bardzo gęsto, a pokrywy gęsto i jednolicie punktowane. Golenie odnóży przednich wyraźnie dwuzębne. Kąty przednie przedplecza ostre, tylne tępe, a boki raczej słabo zaokrąglone. Zewnętrzne brzegi pokryw słabo rozbieżne prawie na całej długości i niemal proste. Tylna część pokryw długa, stopniowo opadająca. Szerokie i krótkie pygidium pokryte delikatną granulacją i krótkimi owłosieniem złocistej barwy.

## Rozprzestrzenienie
Chrząszcz znany z indyjskiego stanu Asam (w tym wzgórz Khasi i Naga) oraz z Mjanmy.